# Dario Seifert
Dario Seifert, född 2 april 1994, är en tysk politiker som valdes in i Förbundsdagen 2025. Från 2012 till 2014 var han medlem i Junge Nationalisten, ungdomsförbundet till Tysklands nationaldemokratiska parti, som allmänt betraktas som ultranationalistiskt och nazistiskt.